# Tata Tigor
Der Tata Tigor ist eine Limousine im Kleinwagenformat des indischen Automobilherstellers Tata Motors.

## Geschichte
Das Fahrzeug wurde erstmals Anfang 2016 als Konzeptfahrzeug Kite 5 auf der Auto Expo in Neu-Delhi gezeigt. Die Serienversion debütierte auf dem 87. Genfer Auto-Salon im März 2017. Kurz darauf startete der Verkauf in Indien.
Die Limousine basiert auf dem 2016 eingeführten Tiago, von dem sie auch die Motoren übernimmt.

## Tigor JTP
Auf der Auto Expo im Februar 2018 präsentierte Tata den gemeinsam mit Jayem Automotive entwickelten Tigor JTP. Dieser stellt die Sportversion des Fahrzeugs dar und wird vom 83 kW (114 PS) starken 1,2-Liter-Ottomotor aus dem Tata Nexon angetrieben. In Indien kam der Tigor JTP gemeinsam mit dem Tiago JTP im September 2018 auf den Markt.

## Tigor EV
Für das Automobilvermietungs-Unternehmen Zoomcar baut Tata Motors seit Ende 2018 elektrisch angetriebene Varianten des Tigor. Sie werden zunächst nur in Pune vermietet.

## Technische Daten
|                                             | 1.2                   | 1.2 iCNG                                      | 1.2 JTP               | 1.05 Diesel           | EV                        |
| ------------------------------------------- | --------------------- | --------------------------------------------- | --------------------- | --------------------- | ------------------------- |
| Bauzeitraum                                 | seit 03/2017          | seit 01/2022                                  | 12/2018–01/2020       | 03/2017–01/2020       | seit 12/2018              |
| Motorkenndaten                              |                       |                                               |                       |                       |                           |
| Motortyp                                    | R3-Ottomotor          | R3-Ottomotor                                  | R3-Ottomotor          | R3-Dieselmotor        | Elektromotor              |
| Hubraum                                     | 1199 cm³              | 1199 cm³                                      | 1199 cm³              | 1047 cm³              | —                         |
| max. Leistung bei min−1                     | 63 kW (86 PS) / 6000  | 63 kW (86 PS) / 6000 (54 kW (73 PS) / 6000) 1 | 83 kW (114 PS) / 5000 | 51 kW (70 PS) / 4000  | 55 kW (75 PS)             |
| max. Drehmoment bei min−1                   | 114 Nm / 3500         | 113 Nm / 3300 (95 Nm / 3500) 1                | 150 Nm / 2000–4000    | 140 Nm / 1800–3000    | 170 Nm                    |
| Kraftübertragung                            |                       |                                               |                       |                       |                           |
| Antrieb                                     | Vorderradantrieb      | Vorderradantrieb                              | Vorderradantrieb      | Vorderradantrieb      | Vorderradantrieb          |
| Getriebe, serienmäßig                       | 5-Gang-Schaltgetriebe | 5-Gang-Schaltgetriebe                         | 5-Gang-Schaltgetriebe | 5-Gang-Schaltgetriebe | 1-Gang-Reduktionsgetriebe |
| Getriebe, optional                          | —                     | 5-Gang-Automatikgetriebe                      | —                     | —                     | —                         |
| Antriebsbatterie                            |                       |                                               |                       |                       |                           |
| Energieinhalt                               | —                     | —                                             | —                     | —                     | 26 kWh                    |
| Messwerte                                   |                       |                                               |                       |                       |                           |
| Höchstgeschwindigkeit                       | 150 km/h              |                                               | 170 km/h              | 150 km/h              |                           |
| Beschleunigung, 0–100 km/h                  | 14,0 s                |                                               | 10,0 s                | 17,0 s                |                           |
| Kraftstoffverbrauch auf 100 km (kombiniert) |                       |                                               |                       |                       | —                         |
| Elektrische Reichweite                      | —                     | —                                             | —                     | —                     | 315 km                    |
| Tankinhalt                                  | 35 l                  | 35 l                                          | 35 l                  | 35 l                  | —                         |
| Leergewicht                                 | 992–1062 kg           | 1092–1126 kg                                  | 1072 kg               | 1100–1130 kg          |                           |